# Femmes architectes
 (juillet 2020).
- Si vous ne connaissez pas le sujet, laissez ce bandeau (vous pouvez alors contacter les auteurs).
- Si vous supprimez le contenu mis en cause (vous pouvez préalablement contacter les auteurs),

argumentez précisément cette suppression dans la page de discussion
(un manque de référence n'est pas un argument ; une recherche réelle de référence doit avoir été effectuée, être formellement documentée).

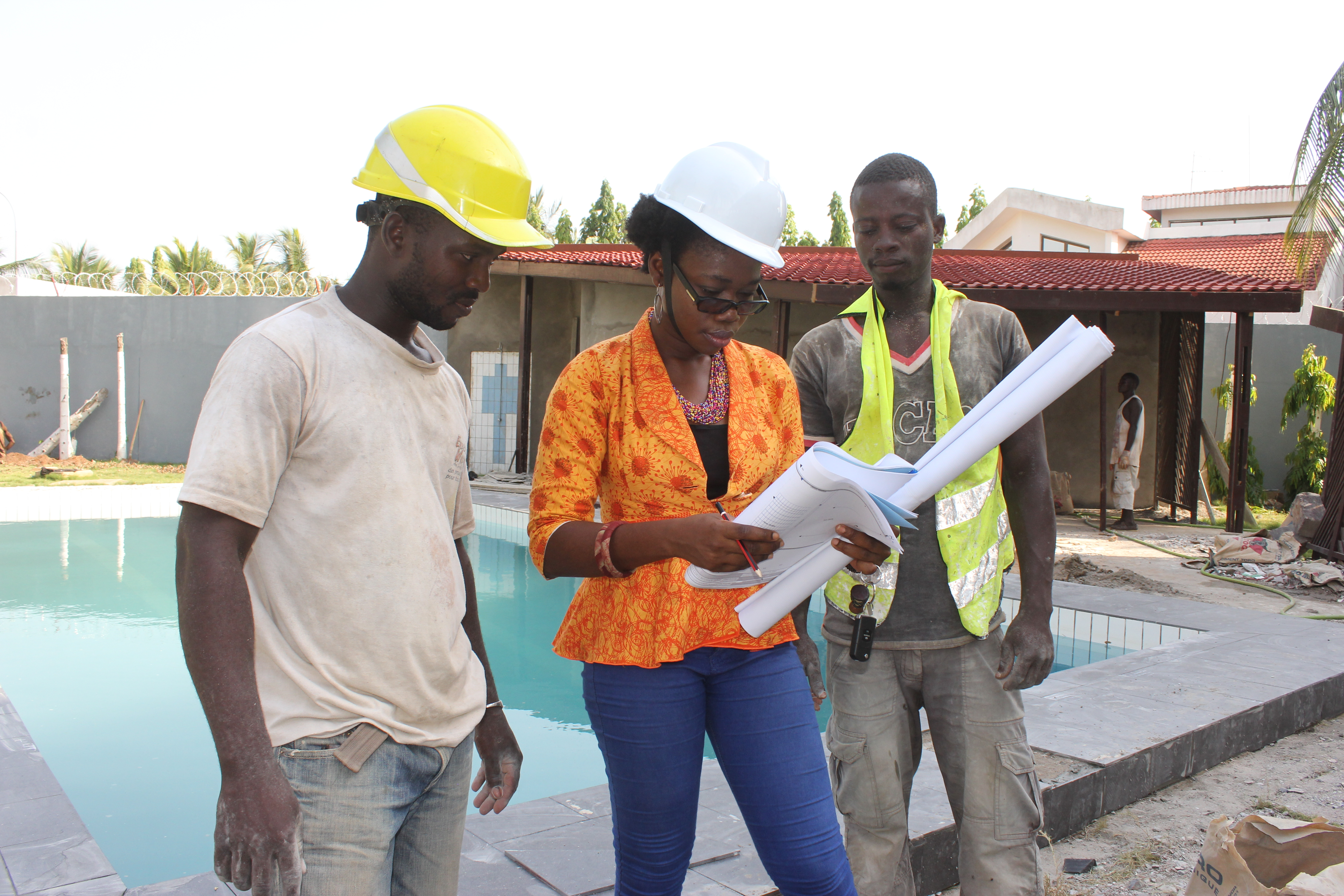
Une femme architecte urbaniste sur un chantier, à Lomé, au Togo, en 2017.

Dans certaines formes de société, les femmes ont joué un rôle important dans la conception et la construction des habitats et marqué ainsi l'architecture vernaculaire[réf. nécessaire]. En Occident, elles sont restées éloignées de la formation académique jusqu'au début du XIXe siècle, époque à laquelle la profession d'architecte et ses écoles se sont ouvertes aux femmes. Au début du XXIe siècle, si elles représentent 40 % des diplômées des Écoles d'architecture d'Europe, elles ne sont encore que très peu à diriger une agence.

## Historiquement, femme et foyers

### Amérique du Nord précolombienne

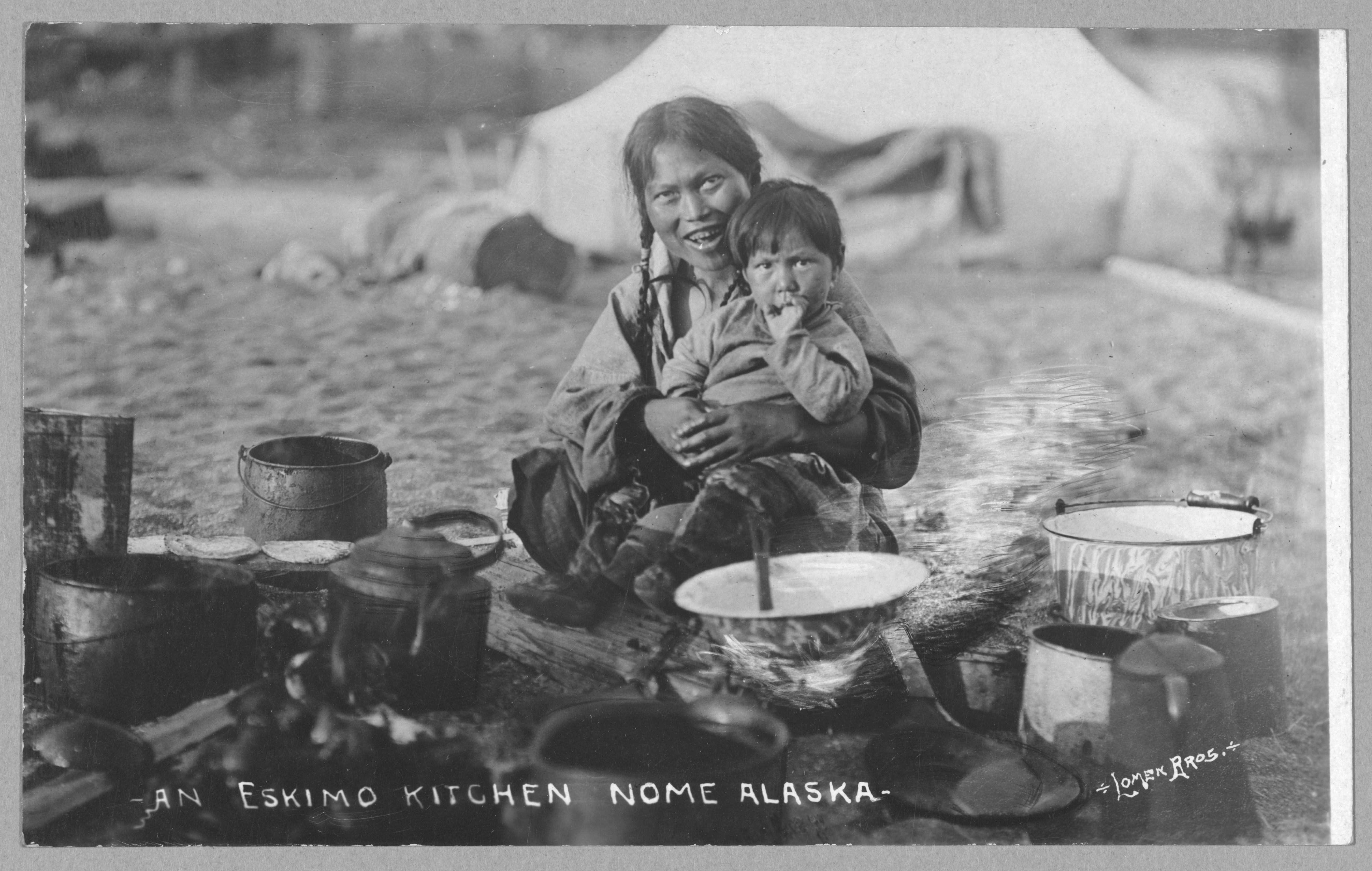
Femme Inuit.

Durant la Préhistoire, chez les Inuits, le rôle des femmes dans les foyers Paléo-Eskimos, foyers nomades, consiste à maintenir une continuité entre des habitats saisonniers formés par des grandes maisons et des feux extérieurs. Sur le plan spirituel, les femmes eskimos sont considérées comme l'âme de la maison et une sorte d'intermédiaire entre les chasseurs et les âmes des animaux chassés.

#### Peuples d’Amérique

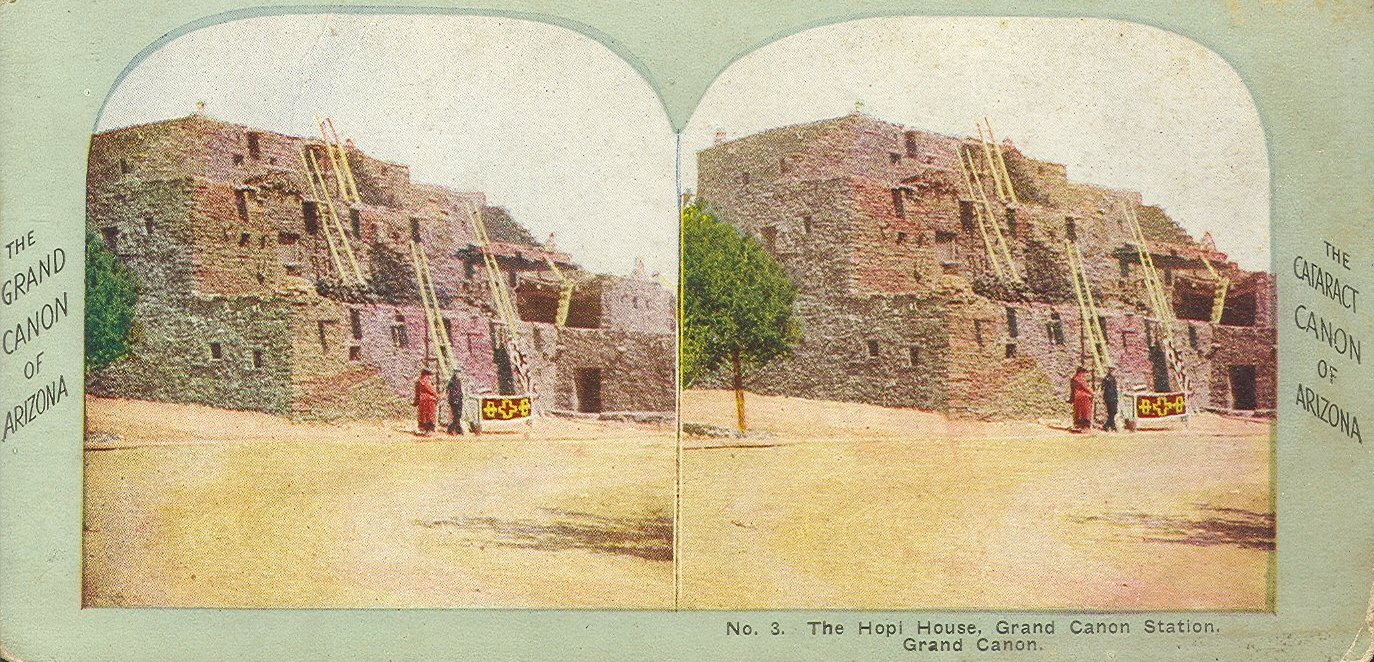
Un pueblo des Hopis.

On dispose de plus de détails sur les femmes des Peuples d'Amérique. L'architecture vernaculaire révèle que des femmes y ont assumé la planification et la construction de la maison : lieu d'accueil de l'unité de production que constitue alors la famille. Chez les peuples du Sud-ouest de l'Amérique du Nord et des grandes plaines, les femmes sont actives dans la construction et la formation des habitations. Dans la plupart des tribus (Comanches, Kiowa, Cheyennes, Arapahos, Blackfoot, Sioux…), les femmes produisent, dessinent et possèdent ces habitations grâce à leur labeur. Elles choisissent l'emplacement du camp puis organisent le village. Le rôle de l'homme indien consiste en la décoration de la tente.
Chez les Pueblos, Indiens du Sud-ouest des États-Unis, les femmes sont aussi responsables de la construction. Par exemple, dans la tribu des Hopi qui se développa entre 700 et 1100, elles sont, avec l'aide de leur mari et de leurs frères, les propriétaires et les conceptrices des habitations. Les Indiens Pueblos étaient des fermiers sédentaires. Ils choisissaient des sites naturellement protégés et utilisaient la pierre et le bois comme matériaux de construction et furent les premiers planificateurs des villes du Nord des États-Unis.

## En Europe, l’influence

### Renaissance,XVIeetXVIIesiècles

#### Quelques femmes maîtres de projet et de la construction

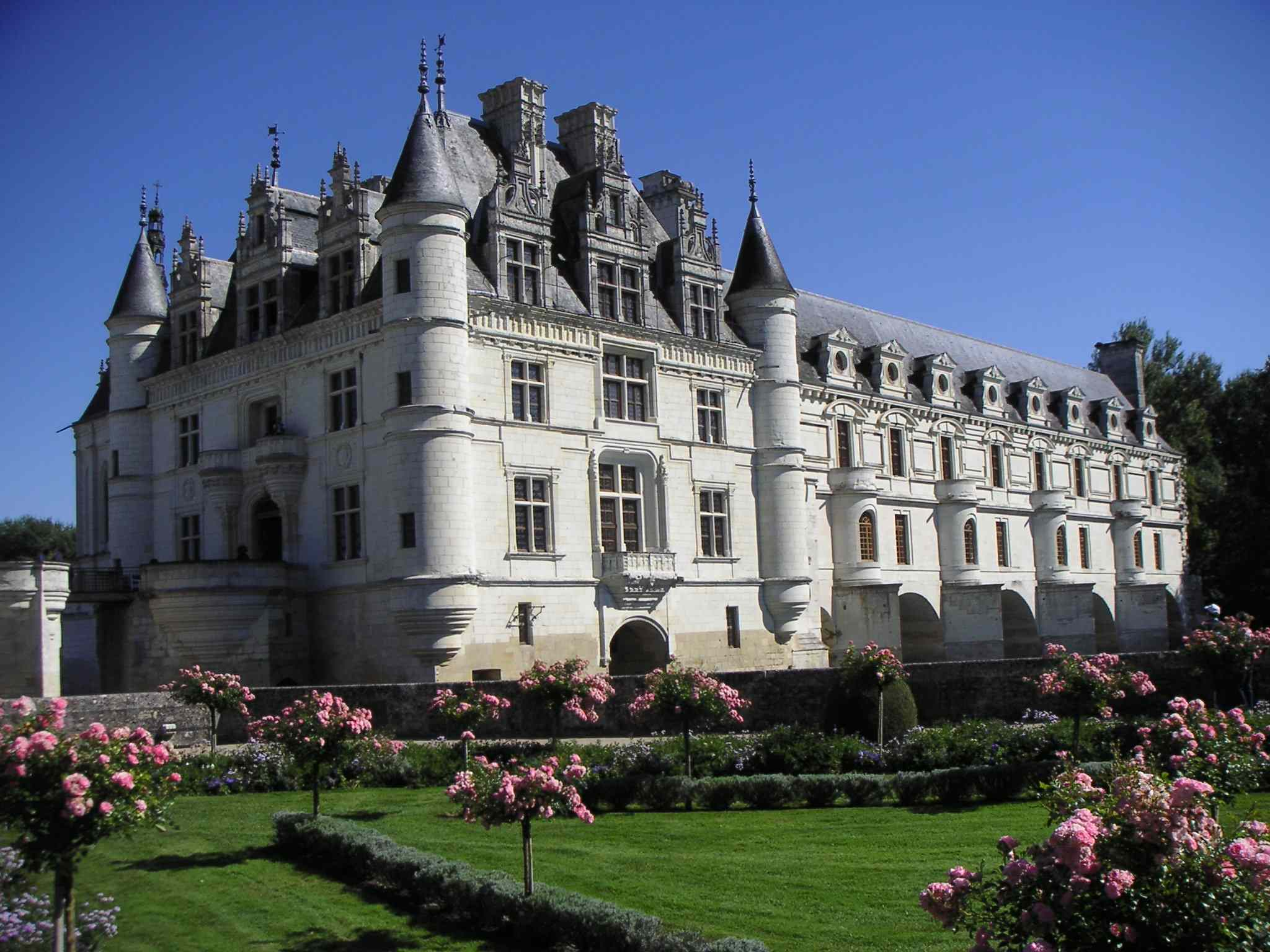
Vue du château de Chenonceau.

En Europe, les femmes ne sont pas non plus absentes de l'architecture. En France, trois femmes emblématiques semblent avoir eu la maîtrise du projet et de la construction de leur demeure respective : au XVIe siècle, Catherine Briçonnet, pour son château de Chenonceau et Jacquette de Montbron pour le pavillon Renaissance du château de Bourdeilles et celui du château de Matha; au siècle suivant, la marquise de Rambouillet pour son hôtel du Marais, l'hôtel de Rambouillet, construit au XVIIe siècle et disparu depuis. C'est à l'instar de cette dernière que de nombreux seigneurs et personnes du monde se lancèrent en amateurs dans l'architecture.
Dans la deuxième moitié du XVIIe siècle, une moniale, Antoinette Desmoulins, réalise les plans d'une église qui sera annexée, entre 1684 et 1686, à l'abbaye bénédictine de la Paix de Notre-Dame de Liège.

#### Quelques femmes maîtres d'ouvrage

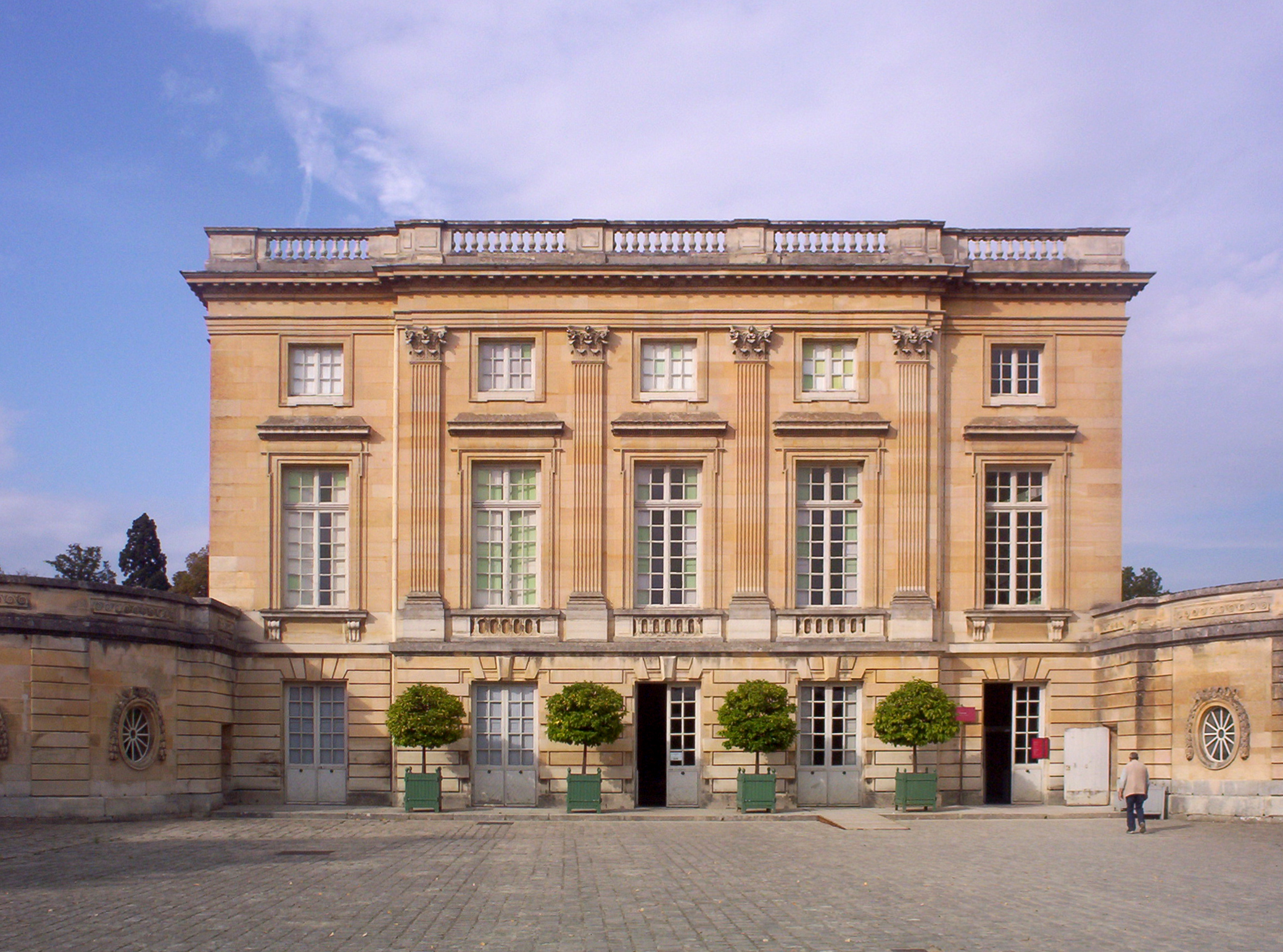
Le Petit Trianon, construit pour Madame de Pompadour.

Les femmes se distinguent également comme maîtres d'ouvrage. Ainsi, dans la France du XVIIIe siècle, des aristocrates proches du pouvoir royal se font construire des résidences : le Petit Trianon de madame de Pompadour, par exemple, un pavillon dans le parc de Versailles, à l'écart de la vie formelle de la cour ; ou le pavillon de divertissement de madame du Barry, réalisé par l'architecte Claude-Nicolas Ledoux.

### Après la Révolution française de 1789

#### XIXesiècle
Avec l'avènement de la bourgeoise au XIXe siècle, le travail des femmes perd progressivement sa reconnaissance de valeur économique et les compétences des femmes subissent une profonde restructuration. La maison devient un intérieur et un lieu de représentation. Les femmes sont identifiées à la sphère privée, à leurs fonctions de mères et de ménagères. On les cantonne à des rôles traditionnels dit féminins, caractérisée par le privé, l'intime, le pratique.
Les débuts académiques des femmes-architectes ne démarrent qu'à la fin du XIXe siècle alors que les hommes ont déjà entamé, depuis environ 600 ans, l'histoire de l'architecture en tant que profession.

#### XXesiècle

##### Maîtres d'ouvrage et architecture moderne

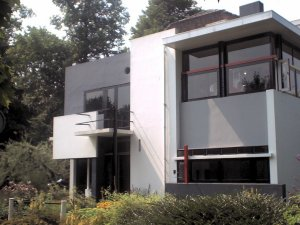
La maison Schröder de Rietveld.

Des femmes de la bourgeoisie du XXe siècle s'offrent les services d'architectes de l'avant-garde moderne pour réaliser leurs habitations qui deviendront autant de chefs-d'œuvre de l'architecture : Edith Farnsworth, médecin américaine, se fait construire la « maison en verre » Farnsworth de Ludwig Mies van der Rohe, le couple Sarah et Michael Stein avec leur amie Gabrielle de Monzie, mandate Le Corbusier pour la villa Stein de Monzie, et Truus Schröder travaille avec Gerrit Rietveld sur les plans de la maison Schröder.

## Femmes architectes dans le monde moderne

### Éléments de contexte et évolution globale
En France, les universités françaises enseignant l'architecture s'ouvrent aux femmes au début du XXe siècle.

### Les pionnières

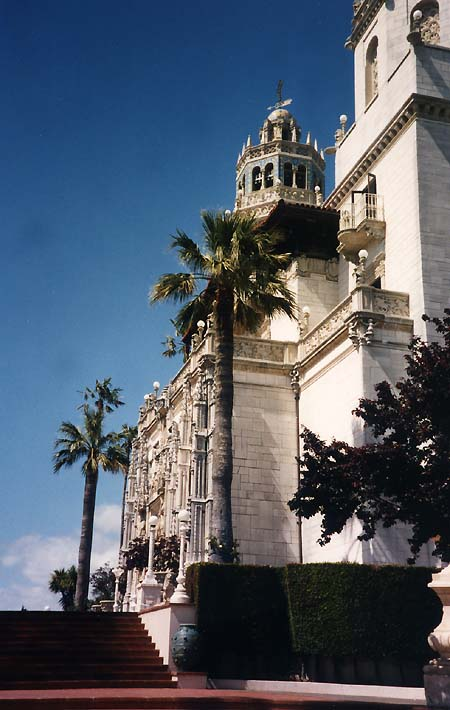
Hearst Castle, bâtiment de Julia Morgan.

Les premières femmes diplômées des écoles d'architecture d'Europe et aux États-Unis le sont vers 1890. On peut citer à titre d'exemple Julia Morgan (1872-1957), première femme admise à l'École des Beaux-Arts de Paris. Alice Malhiot est la première femme architecte au Canada en 1914. Quant à Esther Hill (1895-1985), elle reçoit son diplôme de l'université de Toronto en 1920, faisant d’elle la première femme à être diplômée en Ontario en 1920. En Suisse, Flora Crawford (1899-1991) est la première femme à obtenir son diplôme en 1923 à l'EPFZ. En Suisse, Lux Guyer fait partie des premières architectes femmes ayant monté leur propre agence d'architecture.
L’économie et la politique de chaque pays vont fortement influencer la féminisation de la profession.
Ensuite, ce sont les pionnières — Eileen Gray (1878-1976),, Lilla Hansen (1872-1962), Charlotte Perriand (1903-1999), Renée Gailhoustet (1929-2023), Marion Tournon-Branly (1924-2016), Édith Girard (1949-2014), Maria Deroche (1938-) — qui viennent à l'esprit. Du continent nord-américain, émergent aussi les architectes canadiennes Phyllis Lambert (1927-), Blanche Lemco (1923-2022), Cornelia Hahn Oberlander et Denise Scott Brown (1931-) et l'Américaine Natalie Griffin de Blois (1921-2013),.
Zaha Hadid (1955-2011) est l'une des premières architectes femmes ayant eu des projets prestigieux sur le plan international, tels le MAXXI - Musée national des Arts du XXIe siècle (2009), à Rome, en Italie ou l'Opéra de Guangzhou (2010), en Chine.

### La relève des pionnières
Une autre génération d'architectes s'impose par la suite. Elle compte notamment pour l'Europe : Odile Decq (1955-) (agende ODBC), Anne Démians, Pascale Guédot, Dominique Jakob, Benedetta Tagliabue (EMBT architects), Myrto Vitart (agence Jean Marc Ibos et Myrto Vitart), Elizabeth de Portzamparc, Beth Galí, Gae Aulenti et Lauretta Vinciarelli (1943-2011).

### Les équipes mixtes
Les exemples d’équipes mixtes se multiplient. Aino Marsio et Alvar Aalto, Lilly Reich et Mies van der Rohe, Charlotte Perriand, Pierre Jeanneret et Le Corbusier sont ainsi des figures de l'architecture moderne.
Plus récemment, dans l'architecture contemporaine, on trouve Denise Scott Brown et Robert Venturi, Wendy Cheesman et Norman Foster, Enric Miralles et Carme Pinós, les couple Smithson, Eames, les bureaux SANAA, Mecanoo, Asymptote, Diller Scofido + Renfro ou FOA. En France, des agences comme Lacaton et Vassal,, Périphériques, SEURA sont dirigées par des équipes mixtes.

### Reconnaissance: les noms connus et les grands prix

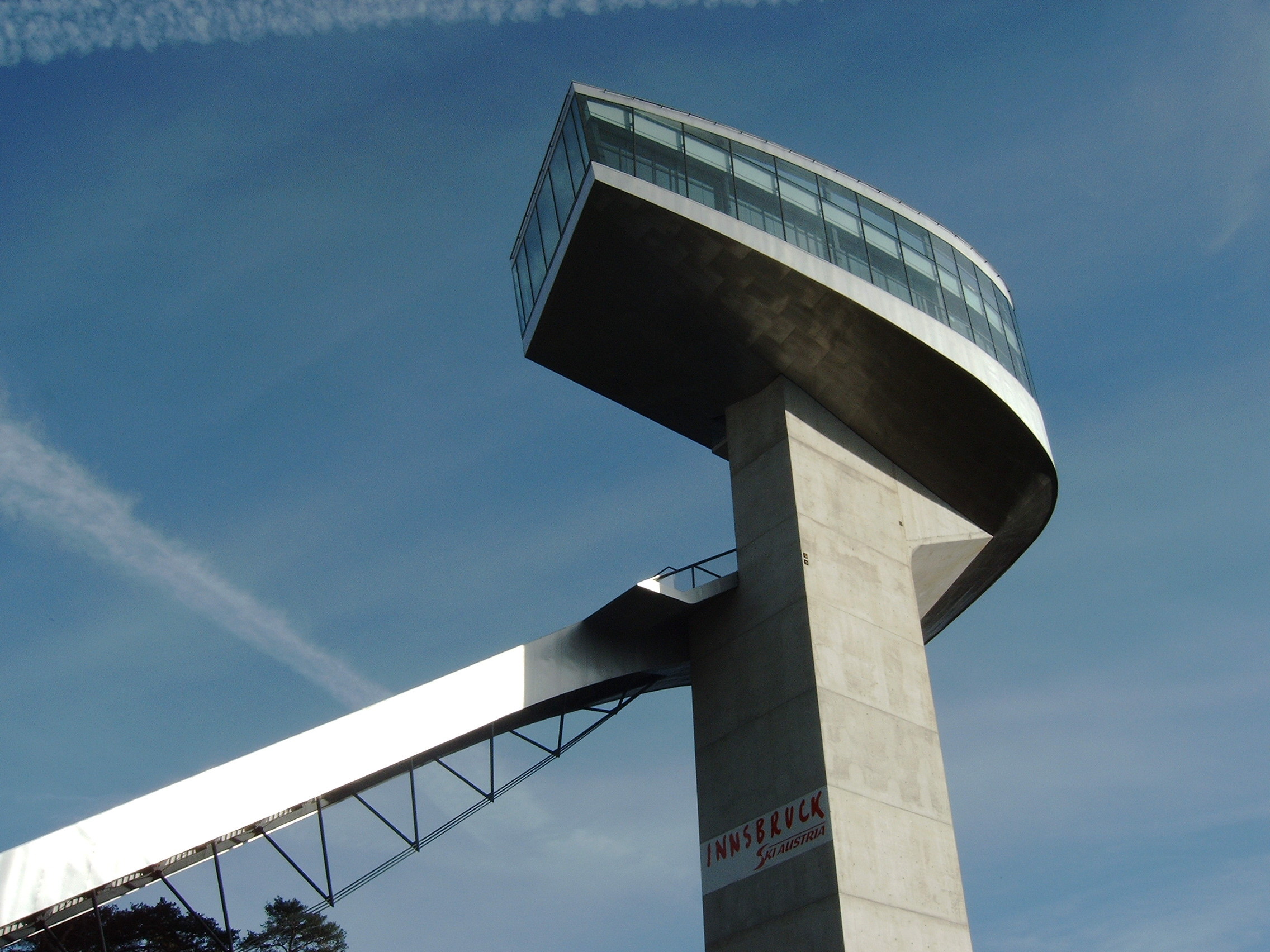
Tremplin de ski, Innsbruck, Zaha Hadid.

Entre sa création en 1979 et 2021, six femmes ont obtenu le Pritzer Price, récompense prestigieuse considérée comme l'équivalent du « Prix Nobel » d'architecture : Zaha Hadid (2004), Kazuyo Sejima (2010), Carme Pigem (2017), Yvonne Farrell et Shelley McNamara (2020), Anne Lacaton (Lacaton et Vassal) en 2021,,. Toutes ces lauréates étaient en binôme avec un homme ou au sein d'une agence, sauf Zaha Hadid qui était seule dirigeante de son entreprise.
De même, il a fallu attendre la sixième édition du Swiss Architectural Award en 2018 pour qu'une femme, Elisa Valero, soit nommée.
Si Zaha Hadid raconte que « ce n'est pas tant le racisme que le fait d'être une femme en Grande-Bretagne qui a longtemps fait obstacle », l’émergence de grands noms féminins, (Kazuyo Sejima, Itsuko Hasegawa, Françoise-Hélène Jourda, Odile Decq, Jeanne Gang) dans le « star system » de l’architecture montre aujourd'hui la vitalité des femmes architectes et la qualité de leur architecture.
Des publications ont également permis au grand public de découvrir l’œuvre d’Eileen Gray (1878-1976) et de Charlotte Perriand (1903-1999) qui ont marqué l’histoire de l’architecture et du design.
Le Prix des femmes architectes, organisé depuis 2013 par l'ARVHA, l'Association pour la recherche sur la ville et l'habitat, vise à mettre en valeur les œuvres et les carrières de femmes architectes.

### La formation et le métier au quotidien
En France, en 2000, la proportion d'étudiantes s'élève à environ 40 % du total des étudiants. Une étude récente révèle cependant que l'architecture est la profession académique avec l'écart le plus marqué entre le taux de formation et le taux de professionnalisation des femmes. En France, il y a 29 % de femmes inscrites à l'Ordre des architectes en 2015 et 25 % en 2016, dont un certain nombre dirigent une agence, le plus souvent en couple ; une femme seule à la tête d'une agence (comme Tilla Theus, Carme Pinós ou, en France : Elizabeth de Portzamparc ou Manuelle Gautrand) reste encore l'exception.
En 2021, les femmes composent entre 60 % et 80 % des élèves des écoles d'architecture françaises, — avec des professeurs qui sont des hommes pour 75 % à 95 % d'entre eux. Une rupture se produit toutefois une fois dans le monde du travail : les femmes sont seulement 8 % des personnes créant ou devenant dirigeantes d'une agence d'architecture,. En termes de revenu, en 2016, les femmes architectes françaises gagnent en moyenne 28 734 euros par an tandis le revenu moyen des hommes est de 48 745 euros par an.